# Iszymowo (rejon oktiabrski)
Iszymowo (ros. Ишимово) – wieś (sieło) w Rosji, w Kraju Permskim, w rejonie oktiabrskim. W 2010 liczyła 878 mieszkańców.